# Saulx-Marchais
Saulx-Marchais – miejscowość i gmina we Francji, w regionie Île-de-France, w departamencie Yvelines.
Według danych na rok 1990 gminę zamieszkiwało 506 osób, a gęstość zaludnienia wynosiła 238 osób/km² (wśród 1287 gmin regionu Île-de-France Saulx-Marchais plasuje się na 804. miejscu pod względem liczby ludności, natomiast pod względem powierzchni na miejscu 859.).